# Timnit Gebru
Timnit Gebru est une chercheuse spécialisée dans l'éthique de l'intelligence artificielle et notamment les biais algorithmiques. 

## Biographie
Timnit Gebru est née à Addis-Abeba, en Éthiopie. Elle émigre aux États-Unis à 16 ans et est admise à l'université Stanford, où elle poursuit des études en génie électrique. Elle obtient son doctorat en informatique dans le laboratoire d'intelligence artificielle de Stanford, avec Fei-Fei Li, en 2017. Elle effectue ensuite un post-doctorat à Microsoft, dans le laboratoire FATE (Fairness, Accountability, Transparency and Ethics in AI), dédié à l'égalité, la transparence et l'éthique en intelligence artificielle.
Pendant sa thèse, Gebru co-fonde avec la chercheuse Rediet Abebe l'organisation Black in AI, qui vise à augmenter la représentativité des personnes noires dans le domaine de l'intelligence artificielle.
Elle est notamment l'auteure avec Joy Buolamwini de l'étude Gender Shades qui montre les biais des algorithmes de reconnaissance faciale qui reconnaissent moins facilement les personnes de couleur. En particulier, les femmes noires ont 35% moins de chances d'être reconnues que des hommes blancs. L'étude a des conséquences pratiques importantes sur les recommandations et interdictions des systèmes de reconnaissance faciale aux États-Unis.
Dans un article de 2018, Gebru et ses co-auteurs étudient les conditions de création et de maintenance des ensembles de données utilisés en apprentissage artificiel, et notent le manque de standardisation de la documentation de ces données. Plus généralement, Gebru s'interroge sur le fait que des questions comme: « Cette tâche a-t-elle un sens ? », « À qui appartiennent les données ? », « Comment sont-elles utilisées ? » ne sont que rarement posées, et que ce sont des questions sociales et non technologiques.
En décembre 2020, alors qu'elle co-dirige avec la chercheuse Margaret Mitchell l'équipe sur l'éthique dans l'intelligence artificielle, elle est licenciée par son employeur Google. Elle affirme que ce licenciement fait suite aux critiques qu'elle a émises sur la politique de recrutement des minorités de Google et les biais des systèmes d'intelligence artificielle. Google conteste en répondant que son départ fait suite à un ultimatum de sa part,.
En 2022, Gebru commence à travailler avec Niloufar Salehi sur un outil de traduction automatique efficace pour les contextes à enjeux élevés, par exemple dans les hôpitaux.
La chercheuse compte parmi les 10 scientifiques "ayant contribué à façonner la science en 2021", selon le choix des rédacteurs de la revue Nature.
En 2023, avec le philosophe Émile P. Torrès, elle forge le terme TESCREAL pour désigner un ensemble d'idéologies communes aux promoteurs de l'intelligence artificielle générale. TESCREAL est un acronyme qui désigne le transhumanisme, l'extropianisme, le singularitarisme, le cosmisme, le rationalisme, l'altruisme efficace et le long-termisme .

## Publications
- (en) Emily Bender, Timnit Gebru, Angelina McMillan-Major et Margaret Mitchell, « On the Dangers of Stochastic Parrots: Can Language Models Be Too Big? 🦜 », FAccT '21: Proceedings of the 2021 ACM Conference on Fairness, Accountability, and Transparency,‎ mars 2021, p. 610–623 (DOI 10.1145/3442188.3445922)
- (en) Timnit Gebru et Émile P. Torres, « The TESCREAL bundle: Eugenics and the promise of utopia through artificial general intelligence », First Monday,‎ 2024 (lire en ligne)